# Court Tomb von Dooey
Das Court Tomb von Dooey  liegt im Townland Dooey (irisch An Dumhaigh) im äußersten Westen des County Donegal in Irland in der Nähe von Lettermacaward. Court Tombs gehören zu den megalithischen Kammergräbern (englisch chambered tombs) auf den Inseln Irland und Großbritannien. Sie werden mit über 400 Exemplaren nahezu ausschließlich in Ulster im Norden der Republik Irland beziehungsweise in Nordirland gefunden.
Das Gelände fällt sanft nach Norden in Richtung Trawenagh Bay, einer Bucht der Gweebarra Bay, ab. Die schlechte Erhaltung des Denkmals lässt den Typ nicht genau festlegen, vermutlich ist es ein Court Tomb oder ein Portal Tomb. Offiziell wird es zur Zeit als unclassified geführt.
Die Existenz zweier etwa 1,4 m hoher, im Abstand von etwa 40 cm, in Längsrichtung gesetzter Eingangssteine, von denen einer den schief stehenden, einzigen erhaltenen Seitenstein stützt, würde eine Identifizierung als Portal Tomb begünstigen, aber falls man sich auf den 0,6 m hohen Orthostat am Ostende der Struktur verlassen kann, deutet er auf eine etwa 5,0 m lange Galerie. Das Denkmal wurde daher vorläufig als Court Tomb klassifiziert (Ó Nualláin 1983).
Etwa 6 m nördlich des Court Tombs befindet sich eine Ost-West orientierte Struktur aus drei niedrigen Steinen. Sie stehen nebeneinander mit parallelen Längsachsen. Die Steine sind 0,45–0,7 m hoch, 0,45–0,6 m breit und 0,1–0,2 m dick. Art und Alter der Struktur sind unbekannt.